# چارلی چاپلین
سِر چارلز اسپنسر چاپلین (انگلیسی: Sir Charles Spencer Chaplin؛ ۱۶ آوریل ۱۸۸۹ – ۲۵ دسامبر ۱۹۷۷) بازیگر طنز، فیلم‌ساز و آهنگساز انگلیسی بود که در دورهٔ فیلم صامت به شهرت رسید. چاپلین از طریق شخصیت سینمایی خود، یعنی ولگرد کوچولو، به نمادی جهانی بدل شد و یکی از مهم‌ترین چهره‌های تاریخ سینما محسوب می‌شود. حرفه‌اش از کودکی در دوران ویکتوریا تا یک سال پیش از مرگش در سال ۱۹۷۷، بیش از ۷۵ سال به طول انجامید و طی این مدت با ستایش و جنجال‌هایی نیز روبه‌رو شد.
دوران کودکی چاپلین در لندن با فقر و سختی گذرانده شد؛ به‌طوری‌که پدرش مفقود بود و مادرش با مشکلات مالی دست و پنجه نرم می‌کرد. او پیش از نه سالگی دو بار به اردوی کار فرستاده شد. زمانی که ۱۴ ساله بود، مادرش در آسایشگاه روانی بستری شد. چاپلین اجرا را از سنین پایین آغاز کرد و بعدها به‌عنوان بازیگر تئاتر و کمدین مشغول به کار شد. او در ۱۹ سالگی با شرکت فرد کارنو قرارداد بست و این شرکت او را به ایالات متحده برد. او برای صنعت سینما کشف شد و در سال ۱۹۱۴ برای استودیو کی‌استون آغاز به کار کرد. او خیلی زود شخصیت ولگرد کوچولو را به وجود آورد و شمار زیادی از علاقه‌مندان را به خود جلب کرد. او فیلم‌های خود را کارگردانی کرد و همچنان که به شرکت‌های اسنای، میوچوال و فرست نشنال می‌رفت، به بهبود هنر خود ادامه داد. تا سال ۱۹۱۸، او یکی از چهره‌های مشهور جهان بود.
در سال ۱۹۱۹، چاپلین شرکت توزیع‌کننده یونایتد آرتیستس را مشترکاً تأسیس کرد که به او سلطهٔ کامل بر فیلم‌هایش را می‌داد. نخستین فیلم بلندش پسربچه بود (۱۹۲۱) که با زن پاریسی (۱۹۲۳)، جویندگان طلا (۱۹۲۵) و سیرک (۱۹۲۸) ادامه پیدا کرد. او نخست در دهه ۱۹۳۰ از رفتن به سمت فیلم‌های صامت امتناع ورزید و در عوض روشنایی‌های شهر (۱۹۳۱) و عصر جدید (۱۹۳۶) را بدون دیالوگ ساخت. نخستین فیلم ناطق او دیکتاتور بزرگ (۱۹۴۰) بود که در آن به تمسخر آدولف هیتلر پرداخت. هیتلر با اینکه می‌دانست چاپلین برای مسخره کردن او سبیل مسواکی می‌گذارد، با این حال از طرفداران فیلم‌های او بود. دههٔ ۱۹۴۰ برای چاپلین با بحث و جدل همراه بود و محبوبیت او به سرعت کاهش یافت. او به جانبداری کمونیستی متهم شد و برخی از اعضای مطبوعات و افکار عمومی به دلیل دست داشتن او در پرونده قضایی تعیین هویت پدر و ازدواج با زنان بسیار جوان‌تر، شوکه شدند. پروندهٔ تحقیقات اف‌بی‌آی باز شد و چاپلین مجبور به ترک ایالات متحده و اقامت در سوئیس شد. او ولگرد کوچولو را در فیلم‌های بعدی خود رها کرد که شامل موسیو وردو (۱۹۴۷)، روشنی‌های صحنه (۱۹۵۲)، یک سلطان در نیویورک (۱۹۵۷) و کنتسی از هنگ کنگ (۱۹۶۷) می‌شوند.
چاپلین نویسندگی، کارگردانی، تهیه‌کنندگی، تدوین، بازیگری و آهنگسازی اکثر فیلم‌هایش را بر عهده داشت. او کمال‌گرا بود و استقلال مالی او را قادر ساخت تا سال‌ها صرف توسعه و ساخت فیلم کند. ویژگی‌های فیلم‌های او، بزن‌بکوب همراه با ترحم و هیجان است که نمایانگر کشمکش ولگرد کوچولو علیه فلاکت محسوب می‌شود. بسیاری از آثارش دارای مضامین اجتماعی و سیاسی و همچنین عناصر مربوط به شرح حال خود هستند. او در سال ۱۹۷۲ به‌عنوان بخشی از قدردانی مجدد کارش، جایزهٔ اسکار افتخاری را به‌پاس تأثیر فراوانش در ساخت فیلم‌های سینمایی کسب کرد. همچنان احترام فراوانی برای او قائل شده‌اند؛ به‌طوری که فیلم‌های جویندگان طلا، روشنایی‌های شهر، عصر جدید و دیکتاتور بزرگ اغلب در فهرست برترین فیلم‌ها قرار گرفته‌اند.

## دوران جوانی

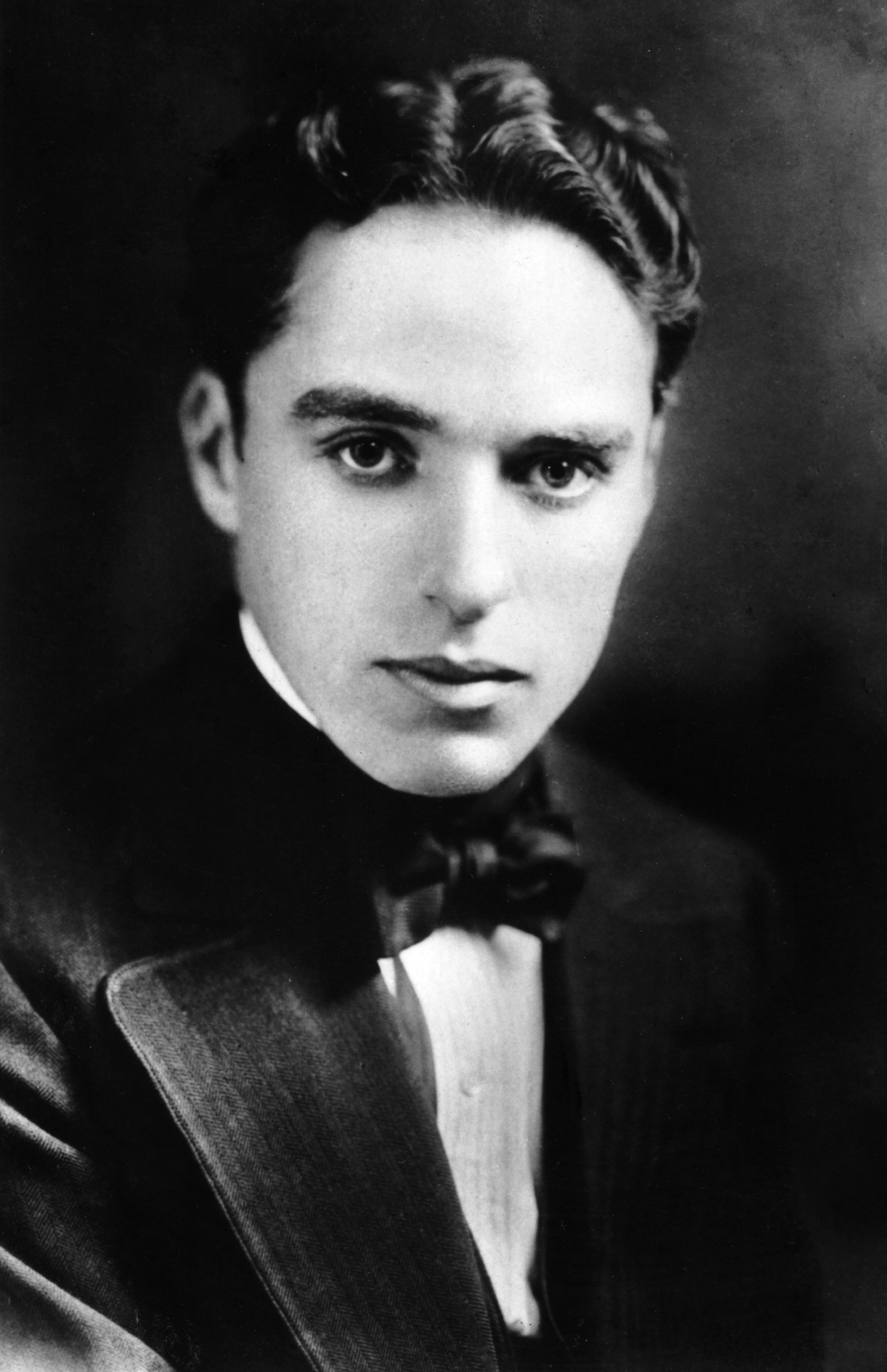
تصویر چارلی چاپلین در دوران جوانی (دههٔ نخستِ قرن بیستم) که در ایالات متحده آمریکا عکس‌برداری شده‌است. این نگاره مربوط به زمانی است که چارلی چاپلین هنوز یک شخصیت عادی است و قدم به عرصهٔ بازیگری در فیلم‌های صامت نگذاشته‌است.

چارلز اسپنسر چاپلین جونیور در ۱۶ آوریل ۱۸۸۹ از هانا چاپلین و چارلز چاپلین سینیور به دنیا آمد. مادربزرگ پدری او از خانوادهٔ اسمیت بود که به مردم کولی تعلق داشتند. هیچ مدرک رسمی از تولد او وجود ندارد، اما چاپلین معتقد بود که در خیابان شرقی، والورث، در لندن جنوبی به دنیا آمده‌است.
خانوادهٔ چاپلین بیش از ۴۰ سال پس از مرگ وی نامه‌ای در کشویی قفل‌شده پیدا کردند که در آن اشاره شده بود که چاپلین در کمپ کولیها در اسمسویک در نزدیکی بیرمنگام انگلستان متولد شده‌است. این نامه در اوایل دههٔ ۱۹۷۰ توسط جک هیل به چاپلین فرستاده شده‌است. در این نامه گفته شده‌است که عمهٔ او یک ملکهٔ کولی بوده‌است و او در کاروان عمه‌اش متولد شده‌است.
پلیس فدرال آمریکا (اف‌بی‌آی) ادعا می‌کرد چارلی چاپلین در واقع یک یهودی روس با نام اصلی اسرائیل تورنشتین بوده‌است (که البته هیچ مدرکی دال بر این ادعا وجود ندارد). از سوی دیگر، اسکاتلندیارد با ارائهٔ اطلاعاتی از سوی یک منبع اظهار کرد که ممکن است وی در فرانسه متولد شده باشد. اما ادارهٔ اطلاعات بریتانیا هیچ‌گاه نتوانست مدارک تولد مربوط به چنین شخصی را پیدا کند و با وجود تحقیقات وسیع، هیچ نوعی مدارک و شواهدی در جهت اثبات این ادعاها پیدا نکرد. قدیمی‌ترین مدرکی که از وی پیدا شده‌است، گذرنامه‌ای است که در سال ۱۹۲۰ صادر شده‌است.
والدین چاپلین هر دو هنرمندانی در سالن بزرگ لندن بودند و هر دو بازیگر و آوازخوان، اما پیش از آنکه چاپلین سه ساله شود از هم جدا شدند. مشهور است که نام مادر چاپلین هانا است. چارلی آواز خواندن را از مادرش آموخت. پدرش الکلی شد و کمتر با چارلی ارتباط داشت. بعدها مادر چاپلین دچار بیماری روانی شد و در یک آسایشگاه در حوالی لندن بستری گردید. پدر چارلی زمانی که او ۱۲ ساله بود درگذشت؛ پیتر اکروید در کتاب چارلی چاپلین نقل می‌کند چارلی چند بار گفته بود که احتمالاً او حاصل رابطه کوتاه مدت مادرش و مردی دیگر بوده و چارلز چاپلین پدر واقعی او نیست.
بیماری مادر چاپلین از آنجایی آغاز شد که در یکی از اجراهای زنده تئاتر در لندن که برای سربازان اجرا می‌شد، یکی از اجسامی که سربازان مست به روی صحنه پرتاب می‌کردند به سر مادرش برخورد کرد و مادر چاپلین خون‌آلود و اشک‌ریزان به پشت صحنه رفت و چاپلین پنج‌ساله به روی صحنه آمد تا تماشاچیان عصبانی را با خواندن آهنگی سرگرم و آرام کند.
با بستری‌شدن مادر، چارلی و برادرش رابطهٔ عمیق‌تری پیدا کردند و هر دو با استعداد بالایی که داشتند در همین سالن قدیمی که پدر و مادرشان در آن کار می‌کردند، مشغول به کار شدند. در سال ۱۹۲۸ مادر چارلی ۷ سال پس از انتقال وی توسط پسرانش به هالیوود درگذشت. سال‌های پس از مرگ مادر، و فقر و استیصال برادران چاپلین در کودکی، تأثیر زیادی بر فضای فیلم‌های چاپلین در سال‌های بعد گذاشت. بعدها چارلی از وجود برادری ناتنی از سمت مادر آگاه می‌شود به نام «ویلر دریدن» که بعدها این برادر به برادران دیگر در هالیوود و استودیو چاپلین می‌پیوندد.
چاپلین در مورد مادرش می‌گفت: اگر مادرم نبود شک دارم که می‌توانستم در پانتومیم موفقیتی کسب کنم. او یکی از بزرگ‌ترین هنرمندان پانتومیم بود که تاکنون دیده‌ام.

## مهاجرت به آمریکا
چاپلین از سال ۱۹۱۰ تا ۱۹۱۲ به‌همراه فرد کارنو سراسر آمریکا را دوره کرد و نمایش تئاتر اجرا می‌کرد. چاپلین در زمان همکاری با شرکت کارنو در آمریکا هم‌اتاقی استن لورل بود. استنلی به انگلیس بازگشت اما چاپلین در آمریکا ماند. در سال ۱۹۱۳ بازی چاپلین مورد توجه یکی از فیلم‌سازان قرار گرفت و از آن پس با شرکت فیلم‌سازی کی استون همکاری کرد. وی نخستین فیلم خود را با نام ساختن یک زندگی که فیلم کمدی بود در سال ۱۹۱۴ آغاز کرد. چاپلین در این شرکت و با این فیلم به‌سرعت به شهرت رسید.

## بازیگر پیشرو
در سال ۱۹۱۴ چاپلین با شرکت کی استون سه فیلم بازی کرد و به موفقیت‌های چشمگیری رسید. او در زندگی‌نامه‌اش چنین می‌نویسد:
من هیچ ایده‌ای دربارهٔ چهره‌پردازی و لباسم نداشتم. لباسی را که در فیلم اول داشتم دوست نداشتم. در راه لباس‌خانه به این نتیجه رسیدم که شلوار بگی گشاد بپوشم و کفش‌های بزرگ و کلاهی خاص. می‌خواستم همه چیز با هم در تضاد باشد. کتی تنگ و کلاهی کوچک و کفشی بزرگ. نمی‌دانستم باید پیر به نظر بیایم یا جوان؛ اما وقتی یاد حرف کارگردان افتادم که می‌خواست کمی بزرگتر از آنچه هستم به نظر بیایم، پس یک سبیل اضافه کردم. نمی‌دانستم چه شخصیتی باید داشته‌باشم، اما زمانی که لباس‌ها را پوشیدم، خودِ لباس‌ها احساسی به من داد که شخصیت را دیدم، آغاز به شناختنش کردم و زمانی که به روی صحنه می‌رفتم، کاملاً متولد شده‌بود.
در فیلم‌های نخست، به سبک مک سنت که کارگردان بود، از فضای کمدی جسمی و ژست‌های اغراق‌شده استفاده می‌کرد. کم‌کم چاپلین برای این شرکت فیلم‌سازی کرد و به‌عنوان کارگردان فیلم‌های کوتاه بیش از ۳۴ فیلم ساخت. چاپلین مورد توجه بسیاری از فیلم‌سازان و نویسندگان قرار گرفت.
شخصیت چاپلین بیشتر به عنوان «آواره» شهرت یافت که در زبان‌های مختلف دنیا مفهومی به مانند فردی ولگرد با رفتارهای پیچیده اما بزرگ منشانه داشت.
در سال ۱۹۱۵ چاپلین با یک شرکت تازه قرارداد بست و مشغول ساخت فیلم‌های بلندتری شد.
در سال ۱۹۱۶ شرکت فیلم موچوال مبلغ ۶۷۰ هزار دلار با چاپلین قرارداد بست و در مدت ۱۸ ماه وی ۱۲ فیلم بلند کمدی برای آن‌ها ساخت که در نوع خود ویژگی ممتازی در تاریخ سینما به‌شمار می‌رود. در واقع تمام فیلم‌هایی که در این شرکت ساخته شد، به یک اثر کلاسیک سینمای کمدی تبدیل شدند. در پایان این سال‌ها آمریکا وارد جنگ جهانی شد و چاپلین دورهٔ جدیدی از سینمای خود را با دوستانش آغاز کرد. چاپلین از سال ۱۹۱۸ در استودیوی خود مشغول به کار شد. تمام فیلم‌های پیشین، دوباره ویرایش و کات شدند و در سال‌های مختلف موسیقی و تدوین جدید صورت گرفت.

## شیوهٔ فیلم‌سازی
چاپلین همیشه بسیار اشاره‌وار در مورد روش‌های فیلم‌سازی خود سخن می‌گفت، اگر غیر از این عمل می‌کرد، مانند این بود که یک شعبده‌باز حقه‌های خود را افشا کند. درواقع، تا قبل از ساخت فیلم‌های صدادار مانند دیکتاتور بزرگ در سال ۱۹۴۰، او هیچ وقت یک فیلم‌نامهٔ کامل از ساخت فیلم در اختیار نداشته‌است. روش چاپلین این‌گونه بود که طرحی در ذهنش پرورانده می‌شد و بر اساس آنچه ارائه می‌کرد با او قرارداد بسته می‌شد و در این مسیر او می‌توانست آزادانه بنویسد و خود کارگردان فیلم خود باشد. بعد چاپلین گروه همکاری خود را تشکیل می‌داد و محیط داستان و شخصیت‌های آن را می‌ساخت و تقریباً در طول فیلم بود که ابتکارها و ظرافت‌های داستان به ذهنش می‌رسید و آن‌ها را به طرح خود اضافه می‌کرد. گاهی با قسمت‌هایی از فیلم که قبلاً پذیرفته شده بود مخالفت می‌شد یا در روایت داستان ضرورتی ایجاد می‌شد و چاپلین مجبور می‌شد قسمت‌هایی را که قبلاً فیلم‌برداری کرده را تکرار کند؛ مگر قسمت‌هایی که با کل مجموعه داستان در تناقض بود. روش فیلم‌سازی یکتای چاپلین تنها پس از مرگش شناخته شد، زمانی که صحنه‌های بریده شدهٔ فیلم‌ها و خروجی‌های نهایی آن‌ها به وسیلهٔ گروه بریتانیایی «مستند چاپلین ناشناخته» در سال ۱۹۸۳ بررسی شد.
آنچه در بالا گفته شد یکی از دلایلی است که ساخت یک فیلم برای چاپلین نسبت به رقیبانش زمان بیشتری می‌گرفت. دلیل دیگر آن این بود که چاپلین کارگردان بسیار دقیقی بود و اصرار داشت که هنرپیشه‌ها دقیقاً همان گونه بازی کنند که منظور اوست و اصلاً هم برای او مهم نبود که چقدر طول بکشد تا بتواند بازی مورد نظرش را از هنرپیشه‌اش بگیرد. چاک جونز که در زمان کودکی نزدیک کارگاه فیلم‌سازی چاپلین زندگی می‌کرده گفته‌است: به یاد می‌آورد که پدرش هنگام گرفتن یکی از صحنه‌های فیلم چاپلین در آنجا حاضر بوده و دیده که چاپلین یک قسمت را بیش از ۱۰۰ بار تکرار کرده تا در نهایت از کار هنرپیشه‌اش راضی شده و آن قسمت را پذیرفته‌است.
ترکیب هم‌زمان داستان‌پردازی و میل به کمال‌گرایی در چاپلین که منجر می‌شد به روزها تلاش و هزاران فوت فیلم گرفته شدهٔ بی‌استفاده، باعث می‌شد تا فیلم‌سازی برای او بسیار پرهزینه تمام شود و کلافگی او باعث پراکندگی و دلگیری هنرپیشه‌ها و سایر عوامل فیلم‌هایش شود یا باعث شود آن‌ها ساعت‌ها انتظار بکشند یا حتی در مواردی کل کار تعطیل شود.

### مقایسه با سایر طنزهای صامت

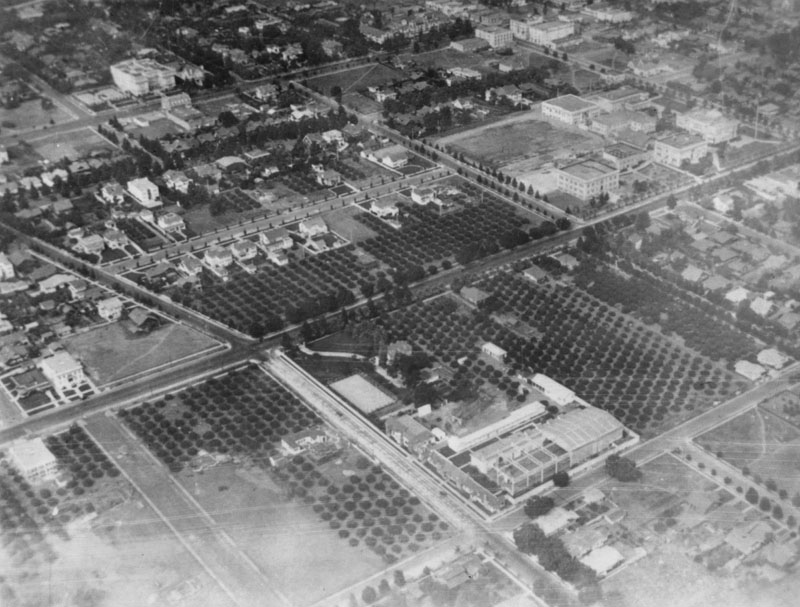
کارگاه‌های فیلم‌سازی چاپلین (۱۹۲۲)

از دههٔ ۱۹۶۰ به بعد فیلم‌های چاپلین با فیلم‌های دو طنزپرداز دیگر، باستر کیتون و هارولد لوید، مقایسه می‌شده‌اند، این مقایسه به‌خصوص در میان طرفداران وفادارِ دو گروه مطرح بود.
این سه طنزپرداز هریک سبک خاص خود را داشت:
چاپلین تأکید زیادی بر عواطف و گیرایی فیلم داشت (به همین دلیل در دههٔ ۱۹۲۰ بسیار معروف بود)؛ لوید به داشتن شخصیت‌های عامه‌پسند در فیلم‌هایش شناخته شده‌بود، و کیتون به‌خاطر داشتن بردباری همراه با لحنی غرغرو در میان مخاطبان خود مورد پذیرش بود.
ازنظر تجاری، تعدادی از سودآورترین فیلم‌های صامت اثر چاپلین است. فیلم جویندگان طلا، با فروش ۴٫۲۵ میلیون دلار آمریکا پنجمین فیلم پرسود، و سیرک با فروش ۳٫۸ میلیون دلار آمریکا هفتمین فیلم پرفروش بود. درحالی‌که فیلم‌های چاپلین درمجموع ۱۰٫۵ میلیون دلار آمریکا سود کردند، هارولد لوید، درآمدی در حدود ۱۵٫۷ میلیون دلار داشت. همچنین لوید تعداد فیلم‌های بیشتری می‌ساخت؛ او در طول دههٔ ۱۹۲۰، ۱۲ فیلم منتشر کرد، درحالی‌که چاپلین در این مدت تنها ۳ فیلم منتشر کرد.
فیلم‌های باستر کیتون به‌اندازهٔ فیلم‌های چاپلین و لوید ازنظر تجاری موفق نبود. وی حتی در زمانی که در اوج شهرت خود بود، در اواخر دههٔ ۱۹۵۰ و اوایل ۱۹۶۰، تنها دست‌آوردش، تشویق دیرهنگام منتقدان بود.
واضح است که چاپلین و کیتون، که هر دو از وودویل (Vaudeville) کار خود را شروع کردند، زیاد به یکدیگر توجه داشته‌باشند. کیتون در سرگذشت خود از چاپلین با نام بزرگ‌ترین طنزپرداز که تا به حال زندگی کرده و بزرگ‌ترین کارگردان طنز یاد کرده‌است. چاپلین نیز در ۱۹۲۵ از کیتون در یونایتد آرتیستس (United Artists) استقبال کرد و او را از رفتن به مترو گلدوین مایر در سال ۱۹۲۸ برحذر داشت و برای آخرین فیلم او با نام شهرت متنی ویژه برای کیتون نوشت و از او با عنوان شریک طنزپرداز خود از سال ۱۹۱۵ یاد کرد.

## کارهای شاخص و خلاقانه

### دیکتاتور بزرگ
دیکتاتور بزرگ نخستین فیلم کاملاً ناطق چاپلین بود که در اوضاع نابسامان جهانی در دهه چهل میلادی، اثری ضد نازی بود. این فیلم در مورد دیکتاتوری اروپایی و در واقع تاریخچه زندگی آدنوید هینکل، دیکتاتور کشور خیالی تامانیا است که دست به کشتار یهودی‌ها می‌زند و اروپا را درگیر جنگ می‌کند. برخی این فیلم را نپسندیدند و برخی جنبه سیاسی آن را جدی و برخی آن را به قدر کافی جدی نگرفتند. با این حال این فیلم از نظر تجاری محبوبیت فراوانی پیدا کرد و چاپلین را همچنان به عنوان یک ستاره در اوج نگاه داشت.

### عصر جدید
موضوع فیلم عصر جدید در مورد کارگرانی است که از آن‌ها زیاد کار می‌کشند و در فکر افزایش ساعت کاری آنان هستند. با تعطیل شدن کارخانه‌ها بیکاران زیادی در شهر هستند که برای گذراندن زندگی خود مجبور به دزدی می‌شوند.

### جویندگان طلا
چاپلین فیلم جویندگان طلا را در مورد رنج‌های کسانی ساخت که در آن زمان به دنبال طلا در معادن بودند. چارلی فقیر در این فیلم برای برگزار کردن یک مهمانی شام به خاطر دختر مورد علاقهٔ خود و دوستان او دچار مشکلات بی‌شماری شد. هیچ‌یک از مهمان‌ها نمی‌آیند. نقطه اوج فیلم رقص نان‌های استوانه‌ای، توسط چاپلین است که در آن نبوغ فوق‌العاده‌اش را به نمایش درمی‌آورد. نقطه اوج دیگر فیلم، پختن و خوردن یک چکمه توسط چاپلین است.

## سیاست

### دورهمک‌کارتیسم
در حدود سال ۱۹۵۰ جنگ سرد به اوج خود رسیده بود و در آمریکا ترس شدیدی از کمونیستها به وجود آمده بود. در آن سال سناتوری به نام جوزف مک‌کارتی اعلام کرد لیستی بلند بالا از چند کمونیست معروف دارد. نام چارلی چاپلین نیز در آن لیست بود. او زمانی که برای اولین نمایش فیلم روشنی‌های صحنه به لندن سفر می‌کرد از اخراج خود از آمریکا با خبر شد. به این ترتیب چاپلین به همراه خانواده‌اش از ژانویهٔ ۱۹۵۳ در خانهٔ زیبایی در کرسیر-سور-وو وه در سوئیس زندگی کرد و تا سال ۱۹۷۲ به آمریکا بازنگشت.

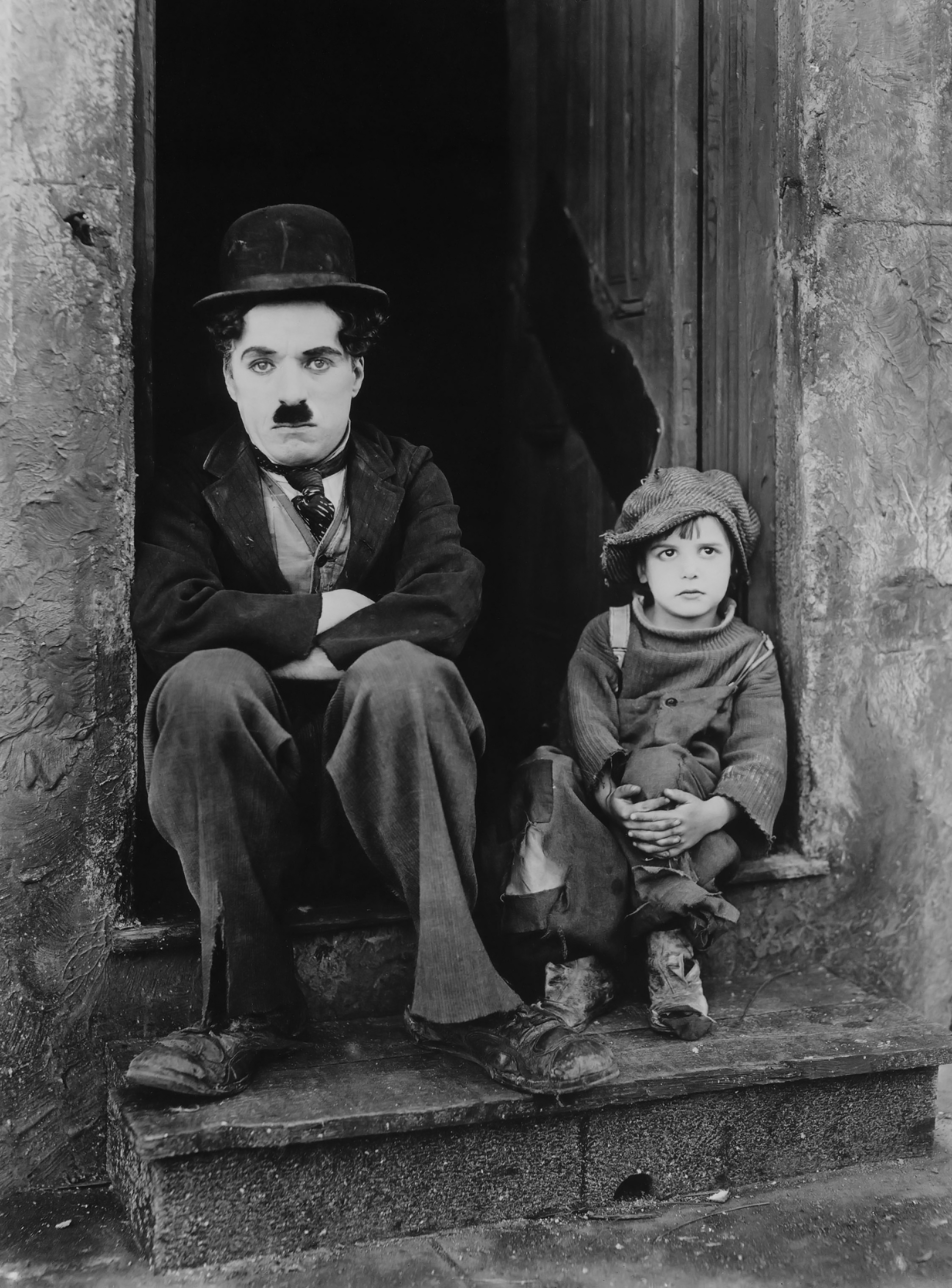
تصویر چارلی چاپلین و جکی کوگان در فیلم پسربچه (۱۹۲۱ میلادی)

چاپلین در جواب اتهام‌ها گفت: «من یک هنرپیشه هستم نه سیاستمدار». البته پیتر اکروید بعداً در کتابی نوشت که اخراج چاپلین به مسائل اخلاقی او که در جامعه مذهبی آمریکا به شدت مورد انتقاد بود هم ربط داشت.
در سال ۱۹۵۴ مک‌کارتی و همراهانش رسوا شدند؛ زیرا مشخص شد مدارکی که برای افشای کمونیست‌ها به کار برده‌بودند جعلی بود. سال ۱۹۷۲، سال بازگشت شکوهمند چارلی به آمریکا بود و در نیویورک هدیه باران شد و مدال ارزشمند هندل به او اهدا گردید.
در اوایل سال ۲۰۱۲، اداره اطلاعات داخلی بریتانیا (MI5) گزارشی را منتشر کرد که نشان می‌داد چارلی چاپلین به درخواست آمریکا و به خاطر «گرایش‌های کمونیستی» در دوره‌ای توسط این اداره تحت نظر و بازرسی قرار داشته‌است. اما هیچ‌گاه نتوانستند مدرکی دال بر ارتباط چارلی چاپلین و گروه‌های کمونیستی بیابند. همچنین در این مدارک عنوان شده که اداره ام‌آی‌فایو (MI5)، موفق نشده که محل اصلی تولد چارلی چاپلین را کشف کند.
همچنین جمع‌بندی MI6 این بود که چاپلین ممکن است از طرفداران کمونیست‌ها باشد ولی در این مورد رادیکال نیست. اما چاپلین به عنوان یکی از قربانیان مک‌کارتیسم شناخته می‌شود.

## زندگی شخصی

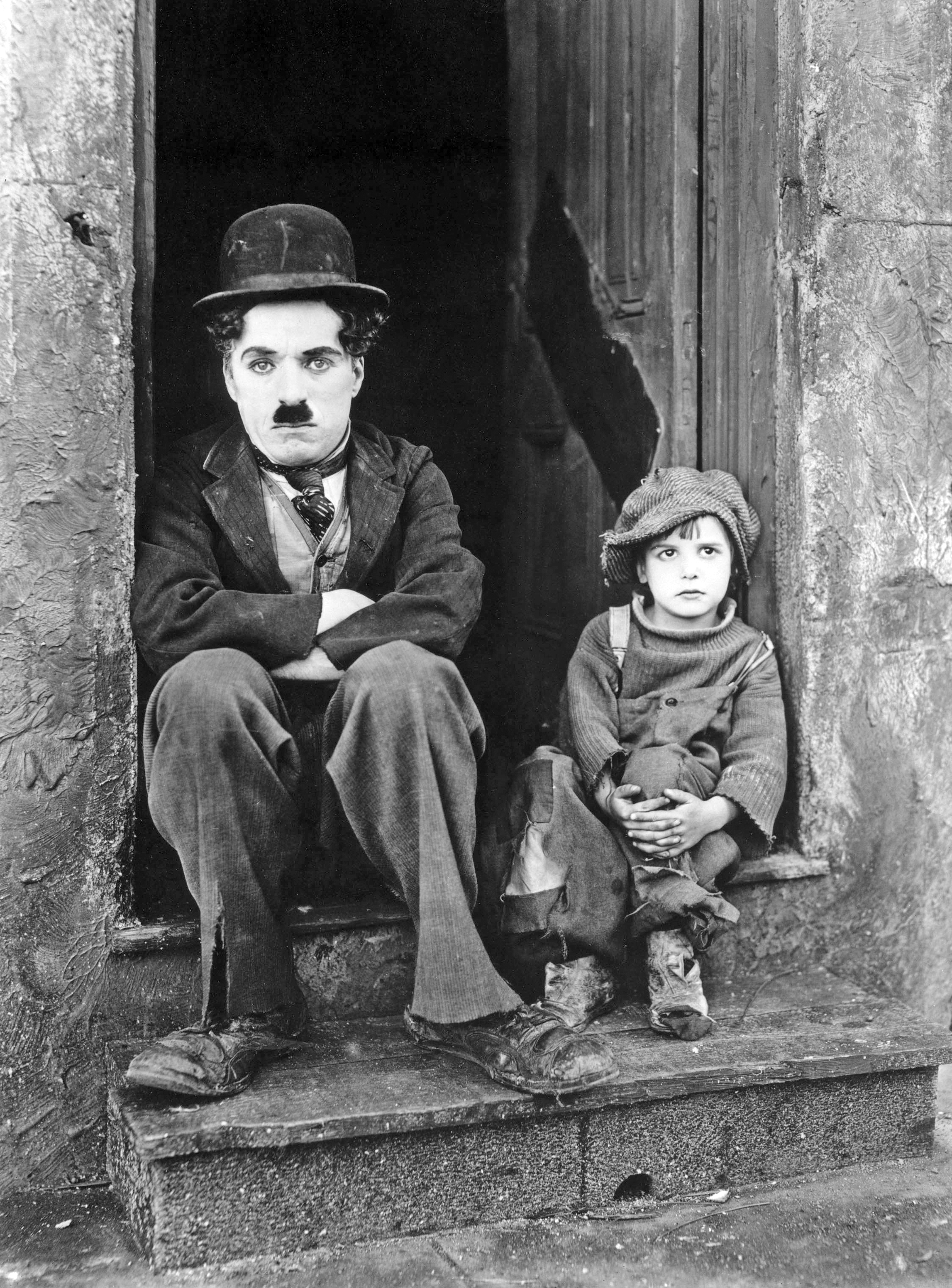
این عکس میتواند به خوبی نافرجامی های چارلی چاپلین را در زندگی نشان دهد

چاپلین در زندگی شخصی چندین بار ازدواج کرد. اولین ازدواج چارلی در اکتبر سال ۱۹۱۸ با میلدرد هریس بود. دختر بانمکی که چارلی را یاد عشق نافرجامش، هتی کلی می‌انداخت که در سال ۱۹۰۸ عاشق او شده بود. عشقی که از همان ابتدا مورد مخالفت خانوادهٔ هتی قرار گرفت. ازدواج چارلی با میلدرد پس از دو سال یعنی در آوریل ۱۹۲۰ به جدایی کشیده شد. نتیجهٔ این ازدواج یک فرزند پسر بود که تنها سه روز عمر کرد.
چارلی در نوامبر ۱۹۲۴ با هنرپیشهٔ نقش اول فیلم پسر بچه یعنی لیتا گری ازدواج کرد. حاصل این ازدواج دو فرزند پسر به نام‌های سیدنی و چارلز بودند. اما تنها بعد از دو سال این ازدواج نیز به جدایی کشیده شد. در سال ۱۹۳۶ چاپلین بار دیگر با یک بازیگر ازدواج کرد. پائولت گدارد بازیگر نقش دختر بی‌خانمان در فیلم عصر جدید که با چارلی ازدواج کرد. این ازدواج نیز در سال ۱۹۴۲ به طلاق انجامید.
در سال ۱۹۴۲ او با دختر یک نمایش‌نامه‌نویس معروف آمریکایی به نام یوجین اونیل آشنا شد. نام آن دختر اونا اونیل بود. با اینکه پدر دختر با این ازدواج مخالف بود اما این ازدواج صورت گرفت. چارلی پنجاه و چهار ساله با یک دختر هجده ساله ازدواج کرده بود. این ازدواج در ۱۶ ژوئن سال ۱۹۴۳ انجام گرفت. اولین حاصل این ازدواج جرالدین و هفت بچه دیگر بود. با اینکه اختلاف سن چارلی و اونا سی و شش سال بود اما این ازدواج پر دوام‌ترین ازدواج چارلی بود و این دو تا پایان عمر کنار یکدیگر بودند. او داستان اوایل زندگی خویش را در کتابی تحت عنوان «داستان کودکی من» نوشته‌است. این کتاب مربوط به دورانی است که چاپلین هنوز مشهور نشده بود. در کتاب چارلی چاپلین نوشته پیتر اکروید، تصویری کاملاً متفاوت از زندگی چاپلین ارائه می‌شود و او به صورت یک فرد حسود، پول دوست، فرصت طلب و متجاوز معرفی می‌شود.
وی سرانجام در ۲۵ دسامبر ۱۹۷۷ در سن ۸۸ سالگی در سوئیس درگذشت. جسد این کمدین در سال ۱۹۷۸ از خاک خارج شد و توسط دو مرد که در ازای بازگرداندن جسد از وکیل چاپلین تقاضای دریافت پول داشتند، در یک مزرعه ذرت دفن شد. جسد از گورستان دهکده‌ای در سوئیس که چاپلین ۲۵ سال آخر عمر خود را در آنجا گذرانده بود ربوده شده بود و پس از سه ماه، با دستگیری جنازه دزدها (دو مهاجر از بلغارستان و لهستان) به همان‌جا بازگشت. ولی این بار تابوت او را از بتن مسلح ساختند. گورکن دهکده که بار اول دزدیده شدن جسد را کشف کرده بود، می‌گوید دیگر امکان ندارد که جسدش را در نیمه شب بدزدند. او می‌گوید: «برای این کار احتیاج به یک مته بادی خواهید داشت و سر و صدای زیادی به پا خواهید کرد.»

## جوایز
- برنده جایزه اسکار بهترین موسیقی متن برای فیلم روشنی‌های صحنه در سال ۱۹۷۳.
- نامزد دریافت جایزه اسکار در رشته‌های بهترین فیلم، بهترین فیلم‌نامه غیراقتباسی و بهترین بازیگر نقش اول مرد برای فیلم دیکتاتور بزرگ در سال ۱۹۴۱.
- نامزد دریافت جایزه اسکار در رشته بهترین فیلم‌نامه غیراقتباسی برای فیلم موسیو وردو در سال ۱۹۴۸.
- دریافت جایزه اسکار بهترین دستاورد هنری برای فیلم سیرک در سال ۱۹۲۹.
- دریافت جایزه افتخاری یک عمر فعالیت هنری در سال ۱۹۷۲.
- برنده جایزه افتخاری شیر طلایی از جشنواره فیلم ونیز در سال ۱۹۷۲.

## میراث
در سال ۱۹۹۸ منتقد فیلم اندرو ساریس، چاپلین را این‌گونه توصیف کرد: بدون شک چاپلین یگانه و مهم‌ترین هنرمند تاریخ سینماست. او خارق‌العاده‌ترین عملکرد را داشته و احتمالاً هنوز جهانی‌ترین نماد است. او به وسیلهٔ مؤسسهٔ فیلم بریتانیا این‌گونه توصیف شده‌است: چهره‌ای شاخص و برجسته در فرهنگ جهان و مبدل سینما به هنر هفتم؛ و به خاطر خنداندن میلیون‌ها نفر در تمام دنیا در مجلهٔ تایم به عنوان یکی از ۱۰۰ چهره اثرگذار قرن ۲۰ قرار گرفته‌است. تصویر ولگرد چاپلین به بخشی از فرهنگ تاریخی تبدیل شده و طبق گفته سیمون لویس این شخصیت برای افرادی که تاکنون حتی فیلمی از چاپلین ندیده‌اند و در جاهایی که فیلم‌های او هیچگاه پخش نشده‌اند نیز قابل تشخیص است. منتقد فیلم لئونارد مالتین استدلال می‌کند که خلق و خوی ولگرد پاک نشدنی و منحصر به فرد است و هیچ کمدین دیگری این قدر در دنیا اثرگذار نیست. در مدح شخصیت ولگرد، ریچارد اسچیکل نشان می‌دهد که فیلم‌های چاپلین شیوا و دارای اصطلاحات غنی کمدی از روح انسانیت در تاریخ فیلم هستند. در سال ۲۰۰۶ کلاه و یک عصا که بخشی از لباس ولگرد بودند به قیمت دلار ۱۴۰۰۰۰ در یک حراجی در لس آنجلس خریداری شد. به عنوان یک فیلمساز، چاپلین به عنوان یکی از پیشگامان و یکی از با نفوذترین چهره‌ها در اوایل قرن بیستم در نظر گرفته می‌شود. از او اغلب به عنوان یکی از اولین هنرمندان فیلم یاد می‌شود. منتقد فیلم مارک کازینز به عنوان مورخ سینما نوشته‌است که چاپلین نه تنها باعث تغییر تنها تصاویر سینما شد، بلکه جامعه‌شناسی و دستور زبان آن را هم تغییر داد.

## فیلم‌شناسی
فیلم‌های بلند کارگردانی‌شده
- پسربچه (۱۹۲۱)
- زن پاریسی (۱۹۲۳)
- جویندگان طلا (۱۹۲۵)
- سیرک (۱۹۲۸)
- روشنایی‌های شهر (۱۹۳۱)
- عصر جدید (۱۹۳۶)
- دیکتاتور بزرگ (۱۹۴۰)
- موسیو وردو (۱۹۴۷)
- روشنی‌های صحنه (۱۹۵۲)
- یک سلطان در نیویورک (۱۹۵۷)
- کنتسی از هنگ کنگ (۱۹۶۷)

## نگارخانه

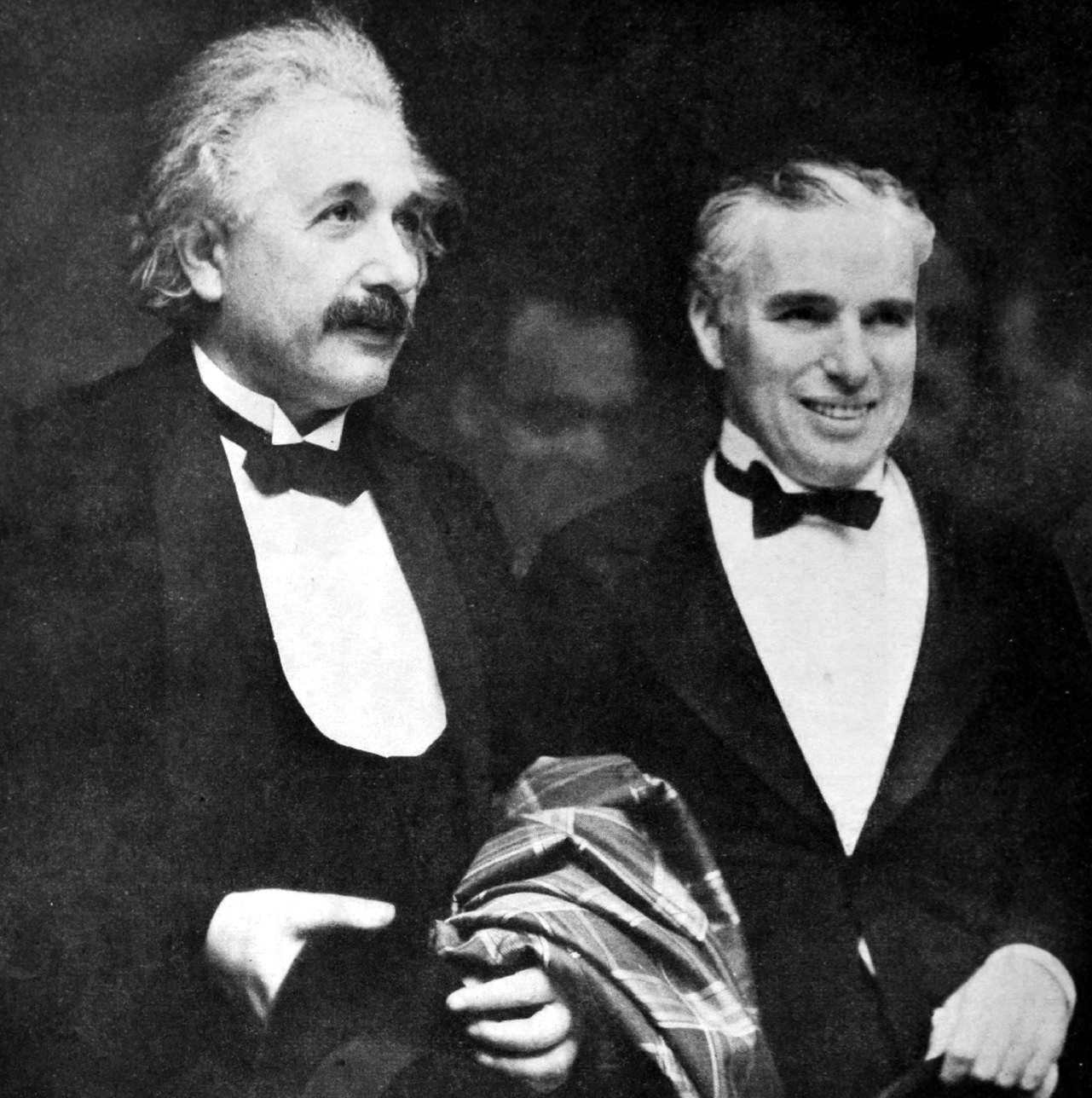
چاپلین و آلبرت اینشتین
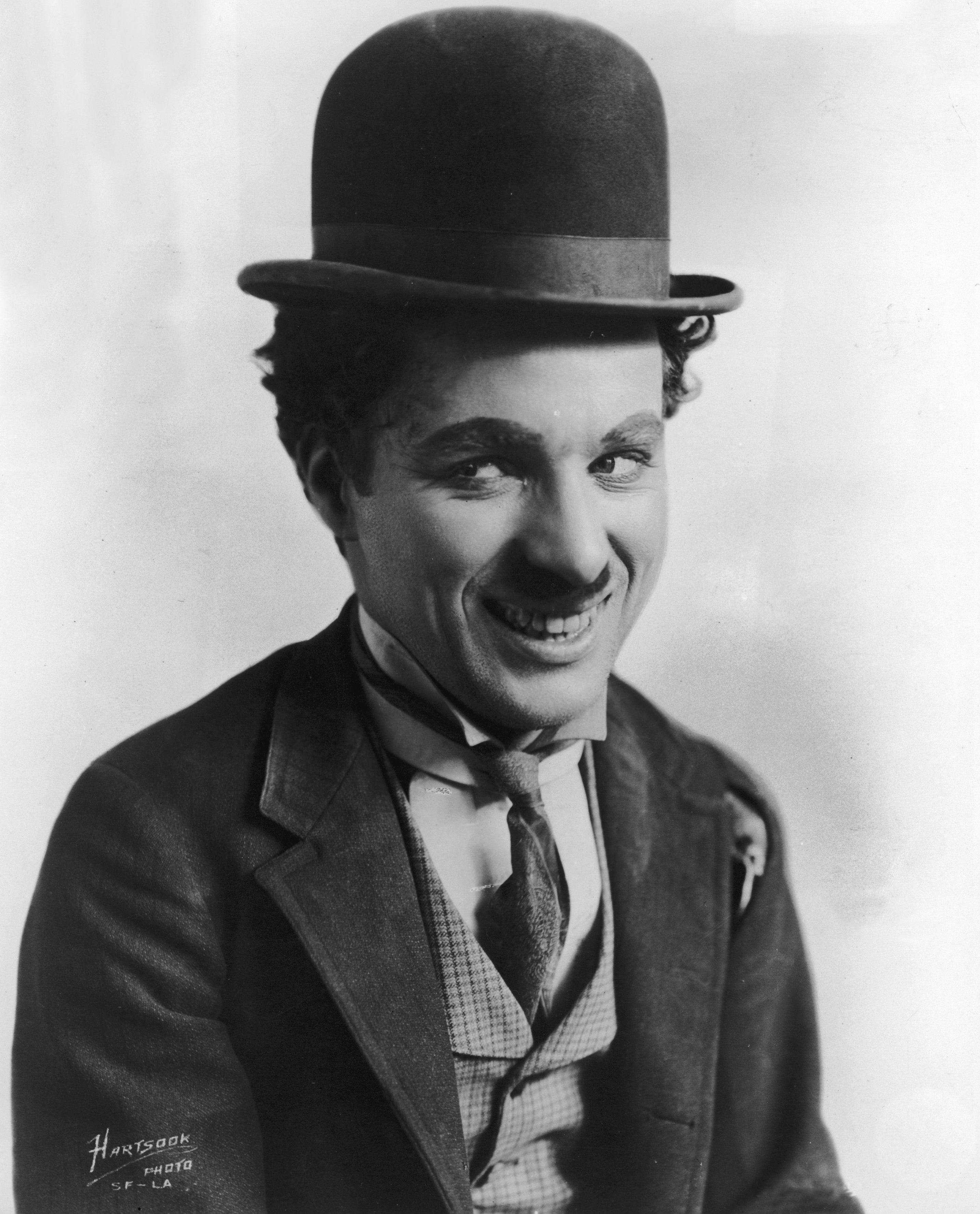
چاپلین ۱۸۸۹-۱۹۷۷
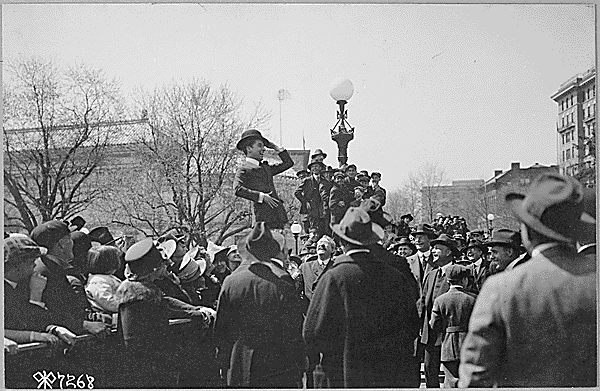
چاپلین (۱۹۱۸)
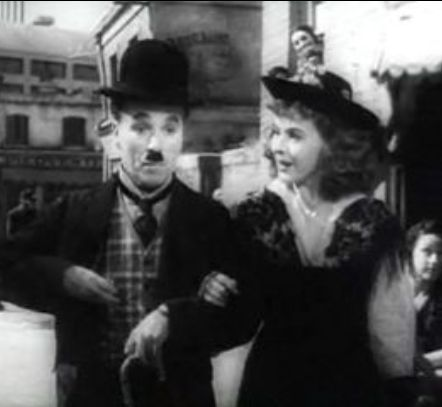
در فیلم دیکتاتور بزرگ (۱۹۴۰)
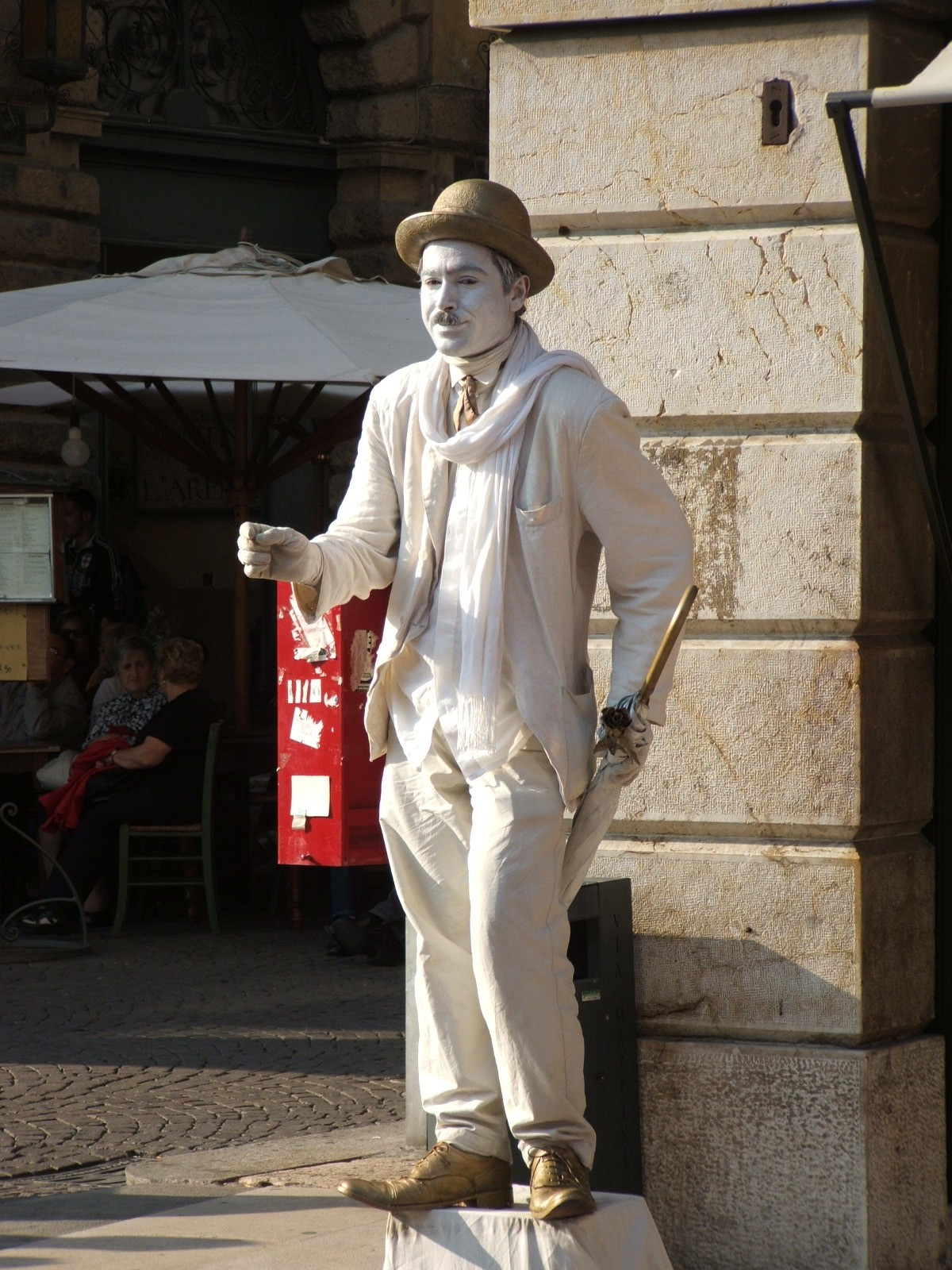
به عنوان یک دلقک در ورونا
چارلی چاپلین
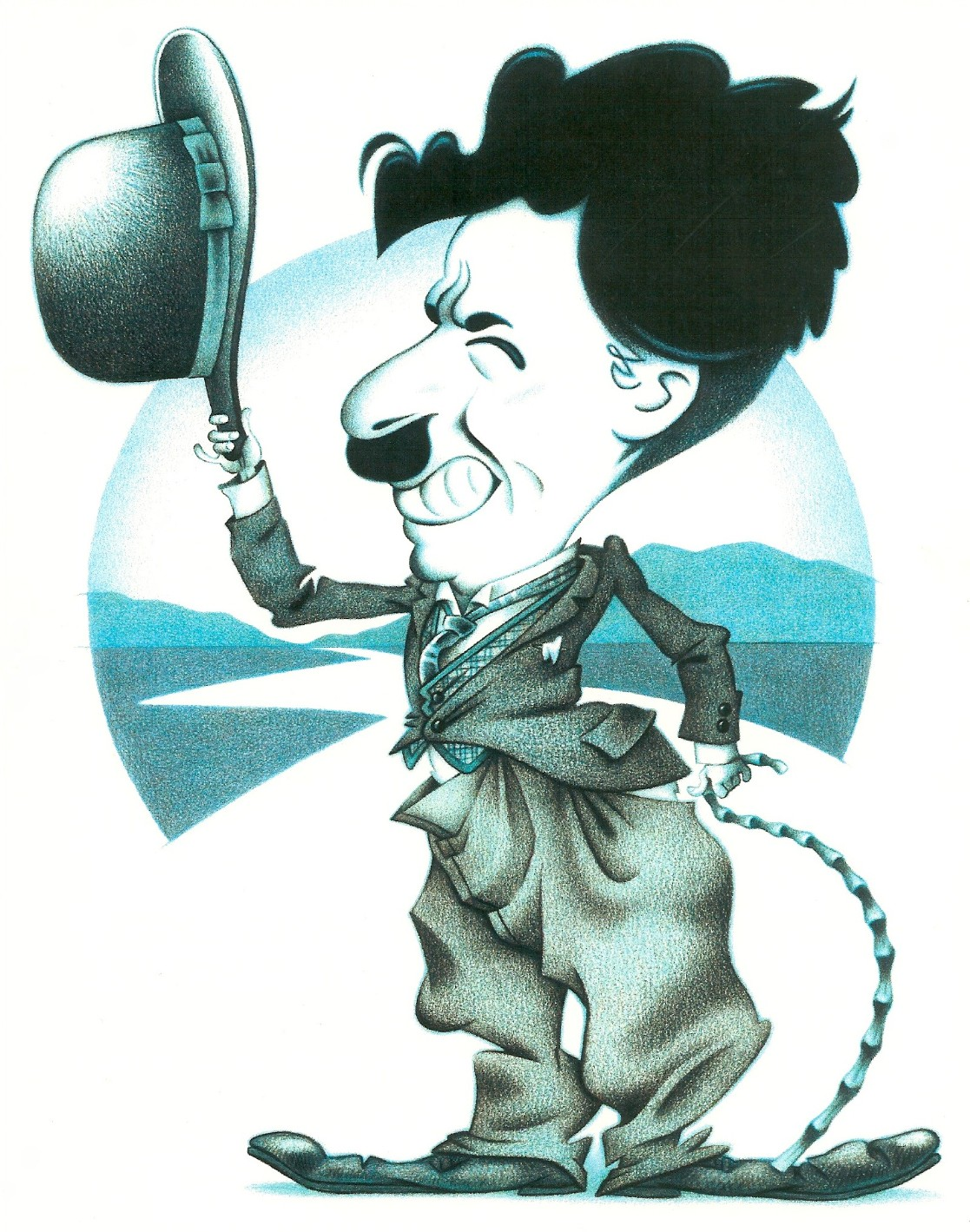
چارلی چاپلین در یک کاریکاتور توسط گرگ ویلیامز
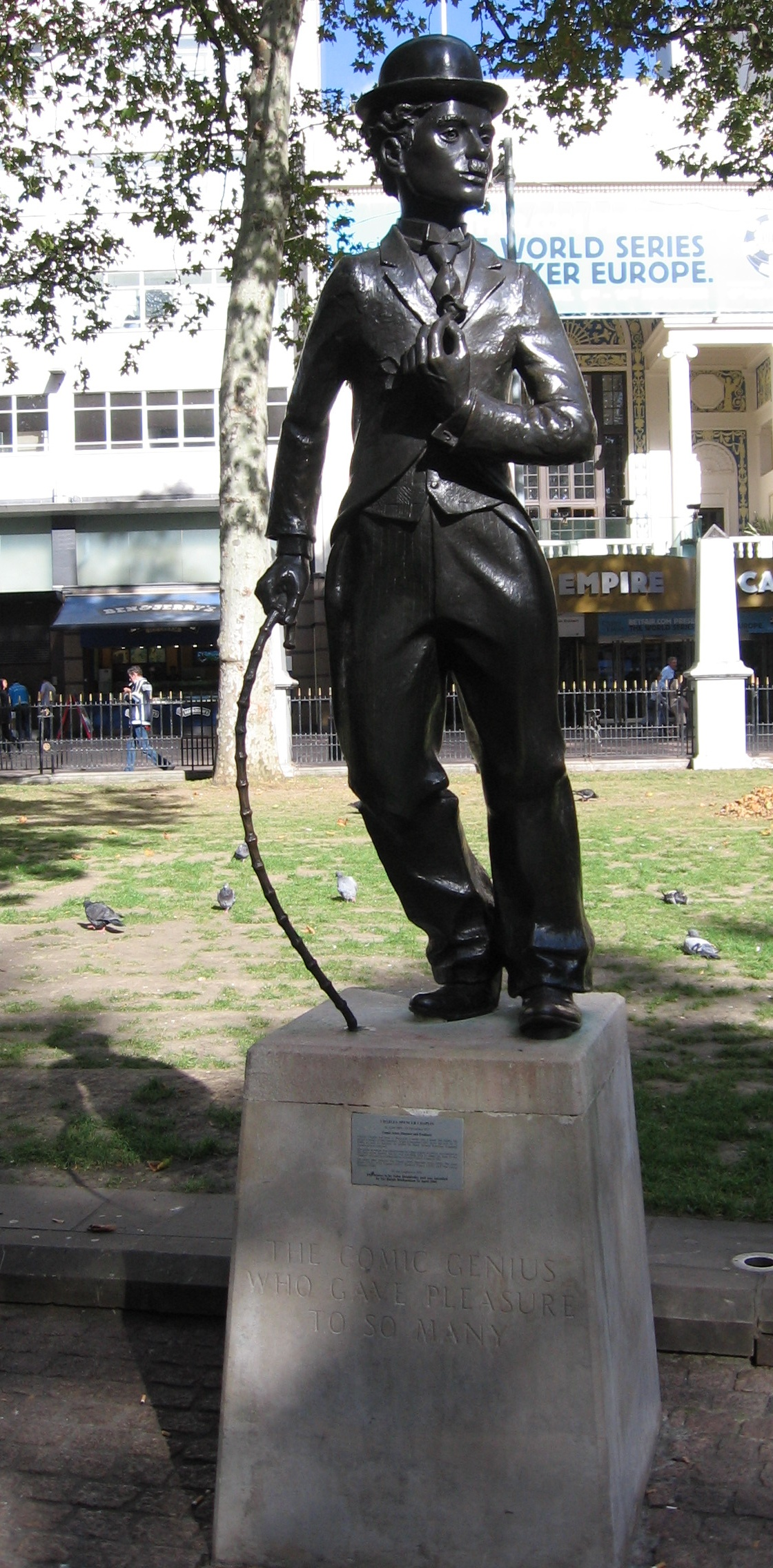
مجسمه ساخته شده توسط جان دابل دی در میدان لستر، لندن
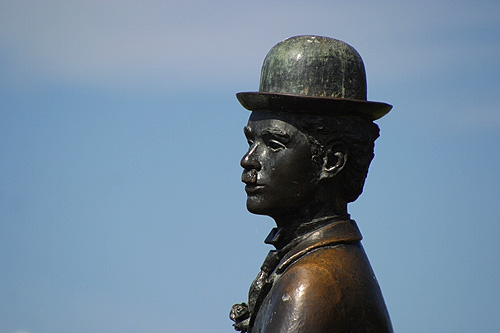
مجسمه چاپلین ساخته شده توسط جان دابل دی در وو وه (واد)، سوئیس